# Vantuir
Vantuir, właśc. Vantuir Galdino Gomes (ur. 16 listopada 1949 w Belo Horizonte) – brazylijski piłkarz, występujący podczas kariery na pozycji środkowego obrońcy.

## Kariera klubowa
Vantuir karierę piłkarską rozpoczął w klubie Clube Atlético Mineiro, gdzie grał w latach 1970–1974. W Atlético Mineiro grał wówczas w I lidze zadebiutował 8 sierpnia 1971 w zremisowanym 1-1 spotkaniu derbowym z Américą Belo Horizonte. Z Atlético Mineiro zdobył mistrzostwo stanu Minas Gerais – Campeonato Mineiro w 1970 oraz mistrzostwo Brazylii 1971. W latach 1974–1975 występował we CR Flamengo, z którym zdobył mistrzostwo stanu Rio de Janeiro – Campeonato Carioca w 1974 roku. W latach 1975–1979 ponownie występował w Atlético Mineiro. Ostatni raz w barwach Atlético Mineiro wystąpił 11 czerwca 1978 w przegranym 0-1 meczu z SE Palmeiras. Ogółem w barwach klubu z Belo Horizonte wystąpił w 507 meczach, w których strzelił 7 bramek. Z Atlético Mineiro zdobył dwa kolejne tytuły mistrza stanu Minas Gerais.
W 1979 roku przeszedł do Grêmio Porto Alegre, w którym grał do 1982 roku. W Grêmio zadebiutował 23 września 1979 w wygranym 4-1 meczu z Coritibą FC. Przez cztery lata wystąpił w barwach Grêmio w 63 meczach i strzelił 2 bramki. Z Grêmio dwukrotnie zdobył mistrzostwo stanu Rio Grande do Sul – Campeonato Gaúcho w 1979 i 1980 oraz mistrzostwo Brazylii 1981. W 1983 występował w Américe São José do Rio Preto. Ostatnim klubem w jego karierze było Rio Branco Americana, w którym zakończył karierę w 1984 roku. W Rio Branco 2 marca 1984 w przegranym 1-2 meczu z Goiás EC Vantuir po raz ostatni wystąpił w I lidze brazylijskiej. Ogółem w latach 1971–1978 wystąpił w niej w 246 meczach, w których strzelił 4 bramki.

## Kariera reprezentacyjna
Vantuir ma za sobą powołania do reprezentacji Brazylii w której zadebiutował 26 kwietnia 1972 w wygranym 3-2 towarzyskim meczu z reprezentacją Paragwaju. W 1975 roku wystąpił w Copa América 1975. Na turnieju wystąpił w dwóch meczach Brazylii z: Wenezuelą i Peru, który był jego ostatnim meczem w reprezentacji. Ogółem w reprezentacji wystąpił 7 razy.